# Austrolimnophila (Austrolimnophila) oroensis
Austrolimnophila (Austrolimnophila) oroensis is een tweevleugelige uit de familie steltmuggen (Limoniidae). De soort komt voor in het Neotropisch gebied.